# Symphony in Blue
«Symphony in Blue» (с англ. — «Симфония в голубом») — песня британской певицы и композитора Кейт Буш, открывающая её второй студийный альбом Lionheart (1978).
Вторая песня из альбома, изданная на сингле в Японии и Канаде 1 июня 1979 года (в остальных странах в качестве второго альбомного сингла была выпущена песня «Wow»[a]).
Японская версия сингла вышла с эксклюзивно оформленной обложкой. Сторона «Б» японского релиза, как и все остальные издания (кроме канадского), содержала шестой трек из Lionheart — «Fullhouse».
Канадская версия была выпущена на полупрозрачном голубом виниле в фирменном «харвестовском» конверте. На стороне «Б» канадской версии был представлен последний трек Lionheart — «Hammer Horror», изданный в остальных странах как самостоятельный сингл[b].
Эксклюзивный промодиск «Symphony in Blue», выпущенный в Канаде параллельно с основным синглом, содержал стерео- и моно-варианты композиции на стороне «А» и стороне «Б» соответственно.

## Список композиций
Автор слов и музыки всех песен — Кейт Буш.
7" винил — EMI (Япония)
1. «Symphony in Blue» — 3:36
2. «Fullhouse» — 3:14

7" винил — Harvest (Канада)
1. «Symphony in Blue» — 3:36
2. «Hammer Horror» — 4:37

## Участники записи
- Кейт Буш — фортепиано, вокал
- Иэн Бэрнсон[англ.] — электрогитара
- Данкан Макэй — родес-пиано
- Дэвид Пейтон[англ.] — бас-гитара
- Стюарт Эллиотт — ударные, перкуссия